# Semiothisa clararia
Semiothisa clararia là một loài bướm đêm trong họ Geometridae.